# Cyphopelta modesta
Cyphopelta modesta är en insektsart som beskrevs av Van Duzee 1910. Cyphopelta modesta ingår i släktet Cyphopelta och familjen ängsskinnbaggar. Inga underarter finns listade i Catalogue of Life.